# Nemophora satrapodes
Nemophora satrapodes (лат.) — вид длинноусых молей рода Nemophora (Adelidae).

## Распространение
Мьянма и Непал.

## Описание
Длина передних крыльев около 7 мм. Вид Nemophora satrapodes внешне похож на N. nitidulella, от которого отличается блестящим индиго-синим лбом головы (frons), отсутствием внутренней серебристо-серой полосы в фасции переднего крыла и наличием большого жёлтого пятна на костальном крае заднего крыла. В исследуемом регионе ещё три вида (N. punctifasciella, N. thailandensis и N. caerulea) имеют глянцевые индигово-синие передние крылья, сходные с N. satrapodes. От первого из этих видов N. satrapodes отличается отсутствием небольшого охристого пятна на внешнем крае передней фасции крыла, от второго — отсутствием внутренней серебристо-серой полосы на передней фасции крыла, более крупным размером и более широким передним крылом, а от третьего — глянцевым индигово-синим верхом головы. Губной щупик 3-сегментный, короткий или средней длины, с густыми приподнятыми волосками. Максиллярный щупик рудиментарный. Голени передних ног имеют апикальные эпифизы; задние голени покрыты густыми волосками.
Вертекс головы бледно-жёлтый; лоб блестящий индиго-синий. Скапус и базальная часть жгутика усика тёмно-коричневые; основание жгутика покрыто приподнятыми чешуйками. Тегулы и торакс блестящие индиго-синие. Переднее крыло глянцевое индиго-синее. Ярко-охристо-жёлтая полоса фасции переднего крыла у косты шире, чем на дорсуме (0,23 против 0,17 × длины переднего крыла FWL, соответственно); её проксимальный край достигает косты на 0,3 × FWL. С обеих сторон эта охристо-жёлтая полоса окаймлена узкими тёмно-коричневыми линиями; за внешней линией (но не за внутренней) следует слабо выраженная узкая серебристо-серая полоса. Бахрома тёмно-коричневая, с голубым переливчатым отливом. Крыло тёмно-коричневое; костальная область серая; медиальное пятно светло-жёлтое, широкое между костальным краем и стержнем М, но очень узкое между стержнем М и жилкой CuP; бахромка тёмно-коричневая. Ноги охристо-коричневые; концы голеней и тарзомеры 2—5 тёмно-медно-коричневые. Эпифиз не достигает вершины голени. Брюшко вентрально коричневое, со светло-охристо-коричневыми дистальными краями стернитов IV—VII; дорсолатерально светло-охристо-коричневое.